# Paramecocnemis erythrostigma
Paramecocnemis erythrostigma är en trollsländeart som beskrevs av Maurits Anne Lieftinck 1932. Paramecocnemis erythrostigma ingår i släktet Paramecocnemis och familjen flodflicksländor. IUCN kategoriserar arten globalt som livskraftig. Inga underarter finns listade i Catalogue of Life.